# 曽我光昌
曽我 光昌（そが みつまさ）は、日本の技官。元運輸省第三港湾建設局和歌山工事事務所長。

## 経歴
1963年大阪工業大学工学部土木工学科（現在の都市デザイン工学科）卒業。運輸省（現在の国土交通省）第三港湾建設局入省。1993年同省第三港湾建設局和歌山工事事務所長などを経験し、のちに退官。港湾空港整備に30年以上の長きにわたり一貫して携わり、社会基盤整備に貢献した。
2008年秋の叙勲に於いて、瑞宝双光章を受章。